# (14349) Nikitamikhalkov
(14349) Nikitamikhalkov ist ein Asteroid des Hauptgürtels, der am 22. Oktober 1985 von der ukrainisch-sowjetischen Astronomin Ljudmyla Schurawlowa (* 1946) am Krim-Observatorium in Nautschnyj (IAU-Code 095) entdeckt wurde.
Der Asteroid gehört zur Themis-Familie, einer Gruppe von Asteroiden, die nach (24) Themis benannt wurde.
Der Himmelskörper wurde am 19. September 2005 nach dem russischen Schauspieler, Filmregisseur, Drehbuchautor und Filmproduzenten Nikita Sergejewitsch Michalkow (* 1945) benannt, der 1995 für Die Sonne, die uns täuscht den Oscar für den besten fremdsprachigen Film erhielt.